# Vicente Sáenz Llorente
Vicente Sáenz Llorente (Cartago, 5 de febrero de 1832 - San José, 12 de febrero de 1895) fue un jurista costarricense.

## Datos personales
Nació en Cartago, El 5 de febrero de 1832. Fue hijo de Francisco Javier Sáenz y Ulloa (1794-1842), firmante del Acta de Independencia de Costa Rica y María Margarita Llorente y Lafuente (1800-1883), hermana del obispo Anselmo Llorente y Lafuente. Se casó en 1858 con Marcelina Esquivel y Fernández (1843-1907), de cuyo matrimonio nacieron, entre otros hijos, José Carlos Sáenz Esquivel, vicecanciller de Costa Rica de 1891 a 1892 y Miguel Sáenz Esquivel. Fue hermano del médico y político Andrés Sáenz Llorente. 
Cursó sus primeros estudios en Cartago y se graduó de licenciado en Leyes en la Universidad de San Carlos de Guatemala.

## Actividades académicas
Fue rector de la Universidad de Santo Tomás. A instancias suyas se abrió a la ciudadanía la Biblioteca Universitaria, primera de carácter público que hubo en Costa Rica.

## Carrera judicial
Tuvo una larga y distinguida carrera en el Poder Judicial. Fue procurador de reos, juez civil y de comercio de primera instancia de San José y de Liberia, fiscal y magistrado de la Corte Suprema de Justicia de Costa Rica en varias oportunidades.

## Presidente de la Corte Suprema de Justicia
El 27 de noviembre de 1874, cuando era presidente de la Sala Segunda de la Corte, un decreto del presidente Tomás Guardia Gutiérrez lo designó como presidente de la Corte Suprema de Justicia de Costa Rica y de la Sala Primera. En agosto de 1876, tras el derrocamiento de su primo el presidente Aniceto Esquivel Sáenz, el gobierno de Vicente Herrera Zeledón lo designó nuevamente para presidir la Corte, pero declinó el cargo y se dedicó al ejercicio liberal de su profesión. Años más tarde volvió a ser magistrado y presidió la Sala Primera en 1881 y, en forma interina, la Corte Suprema de Justicia de febrero de 1887 al 1° de enero de 1888 y nuevamente de agosto de 1889 al 8 de mayo de 1890.

## Fallecimiento
Falleció en San José, el 12 de febrero de 1895 a los 63 años de edad.

## Otras actividades
Fue también notario mayor de la Curia Eclesiástica de Costa Rica, abogado del Banco Nacional, miembro de la Asamblea Constituyente de 1869, miembro del primer directorio del Colegio de Abogados 1881 y posteriormente presidente del mismo Colegio.
Uno de sus nietos, Carlos Sáenz Herrera, fue vicepresidente de la República y Benemérito de la Patria.